# إيمج بيرن (برنامج)
إيمج بيرن : حرق الصورة (بالإنجليزية: ImgBurn) هو برنامج مجاني يُستخدم لحرق ونسخ ملفات الصور الرقمية على الأقراص الضوئية، مثل الأقراص المضغوطة (قرص مدمج)
 وأقراص الفيديو الرقمية (قرص فيديو رقمي) وأقراص البلوراي. يتميز البرنامج بواجهته البسيطة وسهولة استخدامه، مما يجعله أداة شائعة بين المستخدمين الذين يحتاجون إلى إنشاء أو نسخ أو تحويل ملفات الصور الخاصة بالأقراص.
تم إصدار آخر تحديث لبرنامج حرق الصورة في عام 2013، ومنذ ذلك الوقت لم يتلقَ تحديثات رسمية جديدة، إلا أنه لا يزال يعمل على أنظمة تشغيل ويندوز المختلفة مثل ويندوز إكس بي، فيستا، 7، 8، و10.

## الميزات
يتضمن برنامج إيمج بيرن العديد من الميزات التي تجعله أداة قوية لحرق الأقراص، ومن أبرزها:
- إنشاء ملفات الصور: يتيح للمستخدمين إنشاء ملفات بصيغ مثل آيزو وبين وإن آر جي من الأقراص الأصلية أو الملفات والمجلدات الموجودة على جهاز الكمبيوتر.

- نسخ وحرق الملفات: يمكن حرق ملفات الصور على الأقراص الفارغة بسهولة.

- التحقق من صحة البيانات: يوفر إمكانية التحقق من الأقراص بعد الحرق لضمان عدم وجود أخطاء.

- إنشاء أقراص قابلة للإقلاع: يدعم إنشاء الأقراص القابلة للتشغيل (بوتابل ديسكس).

- إعدادات متقدمة: يسمح للمستخدمين بضبط إعدادات الحرق مثل سرعة الكتابة ومستويات التحقق بعد الحرق.

- دعم واسع للصيغ: يتوافق مع العديد من تنسيقات ملفات الصور، بما في ذلك آيزو وآي إم جي وبين وإن آر جي.[1]